# Ashes Tour 1896
Die Ashes Tour 1896 war die Tour der australischen Cricket-Nationalmannschaft, die die 12. Austragung der Ashes beinhaltete, und wurde zwischen dem 14. Juni und 12. August 1896 ausgetragen. Die internationale Cricket-Tour war Teil der internationalen Cricket-Saison 1896 und umfasste drei Test-Matches. Australien gewann die Serie 2–1.

## Vorgeschichte
Für beide Mannschaften war es die erste Tour der Saison.
Das letzte Aufeinandertreffen der beiden Mannschaften bei einer Tour fand in der Saison 1894/95 in Australien statt.

## Stadien
Die folgenden Stadien wurden für die Tour als Austragungsort vorgesehen.
| Stadion                     | Stadt      | Kapazität | Spiele  |
| --------------------------- | ---------- | --------- | ------- |
| The Oval                    | London     | 23.500    | 3. Test |
| Lord’s Cricket Ground       | London     | 30.000    | 1. Test |
| Old Trafford Cricket Ground | Manchester | 19.000    | 2. Test |

## Kaderlisten
Die Mannschaften benannten die folgenden Kader.
| Test | Test |
| England | Australien |
| --- | --- |
| - W. G. Grace (K) - Bobby Abel - Johnny Briggs - Jack Brown - Billy Gunn - Tom Hayward - Jack Hearne - Stanley Jackson - Dick Lilley (wk) - George Lohmann - Archie MacLaren - Bobby Peel - KS Ranjitsinhji - Tom Richardson - Andrew Stoddart - Teddy Wynyard | - Harry Trott (K) - Joe Darling - Harry Donnan - Charles Eady - George Giffen - Harry Graham - Syd Gregory - Clem Hill - Frank Iredale - Ernie Jones - James Kelly (wk) - Tom McKibbin - Hugh Trumble |

Umstritten war vor allem die Nominierung von KS Ranjitsinhji für England. Dieser kam im Alter von 16 Jahren von Indien nach England und wurde daher vom Selektor Lord Harris für den Marylebone Cricket Club (der selbst nicht in England geboren war) als Resident eingestuft und somit als nicht selektierbar für den ersten Test angesehen. Da zu dieser Zeit der Veranstalter das Heimteam bestimmte, war beim zweiten Test Lancashire in der Verantwortung für die Selektion. Diese entschieden sich letztendlich Ranjitsinhji spielen zu lassen und so kam dieser zu seinem ersten Test. Die Gründe der Ablehnung des MCCs von Ranjitsinhji werden heute als Vorgeschoben und als aus rassistischen Motiven getroffen betrachtet und auch schon damals gab es dazu kritische Kommentare in den Medien.

## Tour Matches
Australien bestritt während der Tour 29 Tour-Matches.

## Tests

### Erster Test in London
| 22. – 24. Juni Scorecard | London (Lord’s) | Australien 53 (22.3) & 347 (133) | – | England 292 (107.4) & 111-4 (47.1) |
|                          |                 | England gewinnt mit 6 Wickets    |   |                                    |

Australien gewann den Münzwurf und entschied sich als Schlagmannschaft zu beginnen. Von den Eröffnungs-Battern konnte Joe Darling sich etablieren und an seiner Seite erreichte der fünfte Schlagmann Syd Gregory 14 Runs. Nachdem Charles Eady ins Spiel gekommen war, verlor darling sein Wicket nach 22 Runs. Eady beendete dann ungeschlagen nach 10* Runs das Innings, als ds letzte Wicket nach nur 53 Runs für Australien fiel. Die englischen Bowler waren Tom Richardson mit 6 wickets für 39 Runs und George Lohmann mit 3 Wickets für 13 Runs. Für England formten die Eröffnungs-Batter W. G. Grace und Andrew Stoddart eine erste Partnerschaft. Stoddart schied nach 17 Runs aus und wurde durch Bobby Abel ersetzt. Grace verlor sein Wicket nach einem Fifty über 66 Runs und nachdem der hineinkommende Billy Gunn 25 Runs erzielte, formte Abel zusammen mit Stanley Jackson eine weitere Partnerschaft. Abel schied dann nach einem Half-Century über 94 Runs aus. Nachdem Tom Hayward ins Spiel kam verlor Jackson sein Wicket nach 44 Runs und nachdem Jack Hearne aufs Feld kam, endete der Tag beim Stand von 268/8. Am zweiten Tag verlor Hearne sein Wicket nach 11 Runs und hayward beendete das Innings ungeschlagen mit 12* Runs. Beste australische Bowler waren Charley Eady mit 3 Wickets für 58 Runs und George Giffen mit 3 Wickets für 95 Runs. Australien verlor früh seine Eröffnungs-Batter, bevor sich Georde Giffen zusammen mit Harry Trott etablieren konnte. Giffen verlor sein Wickets nach 32 Runs und wurde durch Syyd Gregory ersetzt. Diese erzielten zusammen eine Partnerschaft über 221 Runs, bevor Gregory nach einem Century über 103 Runs und Trott kurz darauf ebenfalls nach einem Century über 143 Runs ausschied. Der ihnen folgende Harry Graham erreichte 10 Runs, bevor James Kelly das Innings mit 24* Runs beendete und damit england die Vorgabe von 109 Runs stellte. Beste englische Bowler waren Jack Hearne it 5 Wickets für 76 Runs und Tom Richardson mit 5 Wickets für 134 Runs. Nach dem Verlust eines wickets endete der Tag beim Stand von 16/1 für England. Am dritten Tag bildeten Tom Hayward und Jack Brown eine Partnerschaft. Hayard erreichte 13 Runs und nachdem Andrew Stoddart ins Spiel kam, schied auch Brown nach 36 Runs aus. Stoddart konnte dann zusammen mit Billy Gunn die Vorgabe einholen. Stoddart erzielte dabei 30* Runs und Gunn 13* Runs.

### Zweiter Test in Manchester
| 16. – 18. Juli Scorecard | Manchester | Australien 412 (170) & 125-7 (84.3) | – | England 231 (90) & 305 (90.1) (f/o) |
|                          |            | Australien gewinnt mit 3 Wickets    |   |                                     |

Australien gewann den Münzwurf und entschied sich als Schlagmannschaft zu beginnen. Für sie formten die Eröffnungs-Batter Frank Iredale und Joe Darling eine erste Partnerschaft. Darling schied nach 27 Runs und wurde gefolgt durch George Giffen, der ein Fifty über 80 Runs erreichte. Nachdem Harry Trott ins Spiel gekommen war, verlor Iredale sein Wicket nach einem Century über 108 Runs. Er wurde ersetzt durch Syd Gregory. Trott scheid dann nach einem Fifty über 53 Runs aus und Gregory nach 25 Runs. Daraufhin erreichte Harry Donnan 12 Runs und Hugh Trumble und James Kelly formten eine Partnerschaft. Trumble verlor nach 24 Runs sein Wicket und nachdem Tom McKibbin ins Spiel kam, endete der Tag beim Stand von 366/8. Am zweiten Tag schied dann Kelly nach 27 Runs aus und McKibbin beendete das Innings ungeschlagen mit 28* Runs. Bester englischer Bowler war Tom Richardson mit 7 Wickets für 168 Runs. Für Australien bildete Eröffnungs-Batter Andrew Stoddart zusammen mit dem dritten Schlagmann KS Ranjitsinhji eine Partnerschaft. Stoddart erreichte 15 Runs und wurde gefolgt von Bobby Abel, dem 26 Runs gelangen. Nachdem Stanley Jackson ins Spiel gekommen war, verlor Ranjitsinhji sein Wicket nach einem Fifty über 62 Runs. Abel verlor sein Wicket dann nach 26 Runs und der hineinkommende Jack Brown nach 18 Runs. Daraufhin konnte sich Dick Lilley etablieren. An seiner Seite erreichte Jack Hearne 18 Runs, während Lilley das Innings ungeschlagen nach einem Fifty über 65* Runs beendete. Bester australischer war Tom McKibbin mit 3 Wickets für 45 Runs. Der Vorsprung für Australien nach dem ersten Innings betrug 182 Runs und so orderte Australien das Follow-on ein. Für England begannen in ihrem zweiten Inninge Andrew Stoddart und W. G. Grace. Grace schied nach 11 Runs aus und wurde gefolgt durch KS Ranjitsinhji. Nachdem Stoddart nach 41 Runs ausgeschieden war, erreichte Bobby Abel 13 Runs, bevor der Tag beim Stand von 109/4 beendet wurde. Am dritten Tag erzielte an der Seite von Ranjitsinhji Jack Brown 19, Archie MacLaren 15, Dick Lilley 19 und Johnny Briggs 16 Runs. Ranjitsinhji beendete das Innings ungeschlagen mit einem Century über 154* Runs und setzte so die Vorgabe für Australien auf 125 Runs. Beste australische Bowler waren Tom McKibbin mit 3 Wickets für 61 Runs und George Giffen für 3 Wickets für 65 Runs. Die australische Mannschaft begann in ihrem zweiten innings mit Frank Iredale und Joe Darling. Iredale erreichte 11 Runs und wurde ersetzt durch Syd Gregory. Darling erreichte 16 Runs, Syd Gregory schied nach 33 Runs aus, woraufhin Harry Donnan und Clem Hill eine Partnerschaft formten. Donnan verlor sein Wicket nach 15 Runs und wurde durch Hugh Trumble ersetzt. Nachdem Hill nach 14 Runs ausgeschieden war, konnte Trumble mit 17* Runs die Vorgabe einholen. Bester englischer Bowler war Tom Richardson mit 6 Wickets für 76 Runs.

### Dritter Test in London
| 10. – 12. August Scorecard | London (Oval) | England 145 (81.3) & 84 (49) | – | Australien 119 (53.1) & 44 (26) |
|                            |               | England gewinnt mit 66 Runs  |   |                                 |

Vor dem Spiel forderten fünf Spieler der englischen Mannschaft mehr Geld, etwas was erst gelöst werden konnte, nachdem Anwälte eingeschaltet wurden. Unter den fünf Spielern waren George Lohmann und Billy Gunn, die ihren Protest aufrechterhielten und so nicht zum Einsatz kamen. England gewann den Münzwurf und entschied sich als Schlagmannschaft zu beginnen. Für sie formten die Eröffnungs-Batter W. G. Grace und Stanley Jackson eine Partnerschaft. Grace schied nach 24 Runs aus, bevor der Tag beim Stand von 69/1 endete. Am zweiten Tag erreichte Jackson 45 Runs. Bobby Abel und Archie MacLaren formten eine weitere Partnerschaft. MacLaren schied nach 20 Runs aus und an der Seite von Abel erzielte Teddy Wynyard. Abel verlor dann sein Wicket nach 26 und das Innings endete nach 145 Runs. Bester australischer Bowler war Hugh Trumble mit 6 Wickets für 59 Runs. Australien begann mit Joe Darling und Frank Iredale. Nachdem iredale nach 30 Runs ausgeschieden war, verlor Darling kurz darauf nach 47 Runs sein Wicket. Von den verbliebenen Battern konnten dann lediglich Harry Donnan und James Kelly jeweils 10 Runs erreichen, so dass das Innings mit einem Rückstand von 26 Runs endete. Bester englischer Bowler war Jack Hearne mit 6 Wickets für 41 Runs. Für England formte dann KS Ranjitsinhji und Bobby Abel eine Partnerschaft. Ranjitsinhji schied nach 11 Runs aus und wurde gefolgt durch Tom Hayward. Abel erzielte dann 21 Runs und der Tag endete beim Stand von 60/5. Am dritten Tag verlor auch Hayward sein Wicket nach 13 Runs. Von den verbliebenen Battern konnte Tom Richardson das Innings ungeschlagen mit 10* Runs beenden und so lag die Vorgabe bei 111 Runs. Bester australischer Bowler war Hugh Trumble mit 6 Wickets für 30 Runs. Von den australischen Battern konnte lediglich der letzte Batter Tom McKibbin mit 16 Runs eine zweistellige Run-Zahl erreichen und so verlor man das Spiel deutlich. Beste englische Bowler waren Bobby Peel mit 6 Wickets für 23 Runs und Jack Hearne mit 4 Wickets für 19 Runs.

## Statistiken
Die folgenden Cricketstatistiken wurden bei dieser Tour erzielt.
| Tests           | Tests      | Tests   | Tests   | Tests   | Tests   | Tests   | Tests   | Tests   |
| Batting         | Batting    | Batting | Batting | Batting | Batting | Batting | Batting | Batting |
| Spieler         | Mannschaft | Spiele  | Innings | Runs    | Average | HS      | 100s    | 50s     |
| --------------- | ---------- | ------- | ------- | ------- | ------- | ------- | ------- | ------- |
| KD Ranjitsinhji | England    | 2       | 4       | 235     | 78,33   | 154*    | 1       | 1       |
| Harry Trott     | Australien | 3       | 6       | 206     | 34,33   | 143     | 1       | 1       |
| Bobby Abel      | England    | 3       | 6       | 184     | 30,66   | 94      | 0       | 1       |
| Syd Gregory     | Australien | 3       | 6       | 182     | 30,33   | 103     | 1       | 0       |
| Frank Iredale   | Australien | 2       | 4       | 152     | 38,00   | 108     | 1       | 0       |
| Bowling         |            |         |         |         |         |         |         |         |
| Spieler         | Mannschaft | Spiele  | Overs   | Wickets | Average | BBI     | 5W      | 10W     |
| Tom Richardson  | England    | 3       | 175.1   | 24      | 18,29   | 7/168   | 4       | 1       |
| Hugh Trumble    | Australien | 3       | 170.1   | 18      | 18,82   | 6/30    | 2       | 1       |
| Jack Hearne     | England    | 3       | 127.1   | 15      | 14,06   | 6/41    | 2       | 1       |
| Tom McKibbin    | Australien | 2       | 69.3    | 11      | 14,72   | 3/35    | 0       | 0       |
| George Giffen   | Australien | 3       | 95.0    | 9       | 31,66   | 3/65    | 0       | 0       |